# غمار هلبي
الغمار الهلبي (الاسم العلمي:Gammarus setosus) هو نوع من القشريات يتبع جنس الغمار من الفصيلة الغمارية.